# Bobija (wieś)
Bobija (cyr. Бобија) – wieś w Czarnogórze, w gminie Cetynia. W 2011 roku liczyła 45 mieszkańców.